# Републикански път III-6006
Републикански път IIІ-6006 е третокласен път, част от Републиканската пътна мрежа на България, преминаващ по територията на Софийска и Пазарджишка област. Дължината му е 23,8 km.
Пътят се отклонява надясно при 189,2 km на Републикански път I-6 южно от село Мирково и се насочва на юг през най-югозападната част на Златишко-Пирдопската котловина. След разклона за село Бенковски напуска котловината и навлиза в северните части на Средна гора. По долината на Буновска река слиза до река Тополница и продължава на юг по долината ѝ. Преминава през село Петрич, навлиза в Пазарджишка област и в центъра на село Поибрене се свързва с Републикански път III-801 при неговия 34,1 km.
| Пътища, отклоняващи се надясно (населено място, № на пътя, посока на пътя) | km   | Пътища, отклоняващи се наляво (посока на пътя, № на пътя, населено място) |
| -------------------------------------------------------------------------- | ---- | ------------------------------------------------------------------------- |
| Община Мирково, Софийска област, I-6, 189,2 km →                           | 0,0  | → 189,2 km, I-6, Софийска област, Община Мирково                          |
|                                                                            | 3    | → общински път (за с. Бенковски)                                          |
| Община Златица                                                             | 4,4  | Община Златица                                                            |
| (от 152,4 km на I-6) III-6004, 32,9 km →                                   | 6,0  |                                                                           |
| (за с. Каменица) общински път, с. Петрич ←                                 | 9    | с. Петрич                                                                 |
| Община Панагюрище, Област Пазарджик                                        | 14,8 | Област Пазарджик, Община Панагюрище                                       |
|                                                                            | 18,1 | → общински път (за с. Сребриново)                                         |
| (от с. Вакарел) III-801, 34,1 km, с. Поибрене →                            | 23,8 | → с. Поибрене, 34,1 km, III-801 (до гр. Стрелча)                          |